# 非公式サッカー世界王者
非公式サッカー世界王者（ひこうしきサッカーせかいおうじゃ、英: Unofficial Football World Championships, UFWC）は、サッカーのナショナルチーム（A代表）の試合をタイトルマッチに見立て、ボクシングやプロレスのように、PK戦を含み現在の王者を破ったチームが新王者となる方法で世界王者を決定する仮想上のタイトルである。UFWCはファン活動であり、国際サッカー連盟をはじめ、いかなる団体からも公認を受けていない。

## 概要
このアイデアは、スコットランド代表のファンが冗談で始めた。同チームが1967年4月15日のブリティッシュ・ホーム・チャンピオンシップで、1966年のワールドカップ王者イングランドを破った事がきっかけである。イングランドは、この試合でワールドカップ優勝後に初めて敗れた。
それから何十年も後にインターネットが普及すると、この非公式世界王者のウェブサイトが開設され、1872年まで遡ってのデータがまとめられた。これをイギリスのサッカー雑誌『フォーフォーツー』が特集に取り上げたことで広く認知され、同誌が編集に携わり始めた。

## 歴史

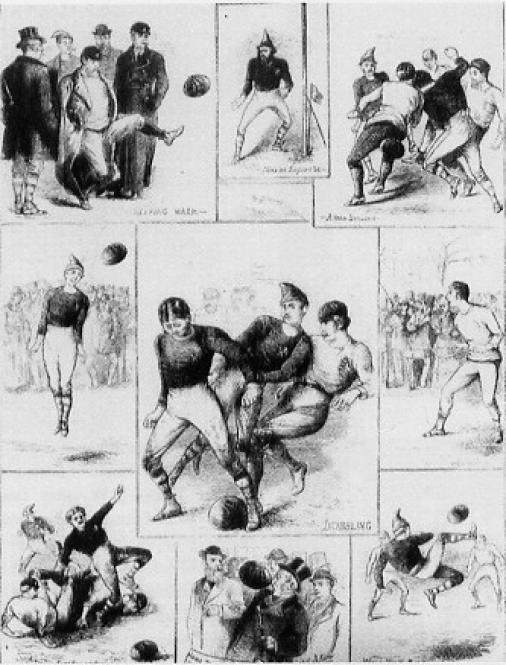
1872年、イングランドとスコットランドの間で初めて行われたサッカー国際試合の模様を伝える絵。

### 初期
サッカー初の国際試合は、1872年11月30日にハミルトン・クレシェントにてイングランドとスコットランドの間で行われ、0-0のスコアレスドローに終わった。その3か月後、1873年3月8日にケンジントン・オーバルで再戦があり、4-2でイングランドが勝利してUFWC初代チャンピオンの地位を得た。1876年からはウェールズが、1882年からはアイルランドが、それぞれ国際試合に参加するようになった。王座はイングランドとスコットランドの間で争われ続けたが、1903年3月にアイルランドがスコットランドを3-0で下したことで、3か国目のチャンピオンが誕生した。ウェールズの王座獲得は、1907年3月にスコットランドを1-0で破るまで待たねばならなかった。
1908年に王座を奪回したスコットランドはイングランドと同様、グレートブリテン及びアイルランド連合王国の構成国（これらはホーム・ネイションズと呼ばれる）としか試合を行わなかった。1909年末にイングランドが、ブリテン諸島以外の国との国際試合で初勝利を挙げた。
アイルランドが1927年にイングランドに勝利して3度目のチャンピオンとなったが、当時「アイルランド」の名称を使うチームは2つあり、この時のチームはアイリッシュ・フットボール・アソシエーションが管轄する北アイルランド代表を指す。
しばらくの間、UFWC王座が海外に流出することはなかった。それは、ホームネイションズが1930年・1934年・1938年のワールドカップに参加しなかったためであり、また、第一次世界大戦や第二次世界大戦の影響からサッカーの国際化が遅れたためでもある。

### 1930年代から2000年まで
1931年5月16日、UFWCは初めてブリテン諸島外に移り、オーストリアが新王者となった。しかし1932年7月12日にイングランドがオーストリアを4-3で下したことで、UFWCはまたもホームネイションズ内で争われる時代に入った。1940年代に入るとヨーロッパ大陸の国々、特に第二次世界大戦中は枢軸国と中立国がその地位を占めた。1950年のワールドカップを前にイングランドが王座を取り戻したが、本大会の第1ラウンド（6月29日）ではイングランドがアメリカ合衆国に0-1で敗れる番狂わせ (en) が起こり、初めてタイトルが大西洋を越えた。さらに、同グループ最終戦でアメリカ合衆国を破ったチリがUFWC新王者となり、しかも同国が第1ラウンドを突破できなかったので、タイトルは南アメリカに渡った。

FIFAの地区

タイトルがアメリカ州にある間、1963年にはオランダ領アンティルがチャンピオン国となった。CONCACAF選手権（現：CONCACAFゴールドカップ）でメキシコに2-1で勝利したためで、4日後にはコスタリカに敗れたため王座を失うのだが、史上最小のチャンピオン国として名を残している。その後、1966年のワールドカップ開催までに、UFWCはソ連の手によってヨーロッパに戻った。そして1967年に行われたイングランドとスコットランドの試合結果から、UFWCのアイデアが生まれた。1978年の途中まではこのタイトルはヨーロッパの国々が保持したが、同年のワールドカップでアルゼンチンが奪い、それ以降4年間は南アメリカ諸国の手にあった。ヨーロッパ勢がタイトルを奪還するのは、1982年のワールドカップでポーランドがペルーを下したときで、次の年にはアルゼンチンが王座に返り咲いたが、それを除けばヨーロッパの国がしばらくの間タイトルを保持し続けることになる。
1992年、UFWCはアメリカ合衆国が奪い、1試合だけオーストラリアが、続けて南アメリカの国が数試合保持した後、ヨーロッパに戻った。アジア初のタイトル所有国は1995年にコロンビアに勝利した韓国だったが、ユーゴスラビアがヨーロッパに奪い返した。1998年3月にドイツが親善試合でブラジルに敗れるまで、ヨーロッパ勢がタイトルを守り続けた。同年のワールドカップ直前に、UFWCはアルゼンチンに移った。そして、本大会中に争奪が続いたタイトルは決勝戦でブラジルを破った開催国のフランスが得た。

### 2001年から2010年まで
UEFA欧州選手権2000開幕時点ではドイツが王座を保持していたが、大会中にイングランドや優勝国フランスの手に渡って、2002年のワールドカップ開催直前にはオランダがチャンピオンとなった。ところが、そのオランダがヨーロッパ予選を勝ち抜けず本大会出場を逃したため、本大会ではUFWCタイトルマッチは行われないことになった。同国は2003年9月10日にチェコに1-3で敗れてタイトルを失った。
アイルランドがチェコを破り、さらに2004年5月にはナイジェリアがアイルランドを下したことで、UFWCはアフリカのものになった。それは同年末に小国アンゴラに移り、2005年初めにはジンバブエが確保した。6か月後にはナイジェリアが奪還したが、11月にはルーマニアが勝利して、ヨーロッパ勢がタイトルを奪った。その6か月後、今度は南アメリカのウルグアイが奪取した。この時点で既にウルグアイは2006年のワールドカップ出場権を逃していたため、2大会連続でUFWCはワールドカップで争われなかった。
2006年11月15日、ジョージアがヨーロッパのUFWC奪回に成功した。UFWCタイトル防衛回数ランキングで常に1位にあるスコットランドが2007年3月24日にジョージアを下し、約40年ぶりにタイトルホルダーとなった。前回のタイトル奪取は1967年4月15日に敵地ウェンブリー・スタジアムでイングランドに勝利したときで、このときは1か月後に行われた次の試合でソ連に敗れている。そして今回のタイトルも、4日後には2006年のワールドカップ優勝国イタリアに敗れ、防衛に失敗した。その後ハンガリー、トルコ、ギリシャ、スウェーデンと転々とし、2010年のワールドカップ前には、優勝候補のひとつオランダが確保した。本大会ではスペインが決勝戦でオランダに勝ち、大会初優勝を果たすとともにUFWCも得た。
2010年9月7日の親善試合でアルゼンチンがスペインに勝利し王座を得たが、10月8日にはアルゼンチンを破った日本に王座が移動した。

### 2011年以降
日本はタイトルを防衛したまま2011年1月のアジアカップを無敗で優勝し、キリンカップ2011でも2引き分けで防衛するも、2011年11月15日に行われた2014 FIFAワールドカップ・アジア3次予選・第5戦の北朝鮮に0-1で敗れ、1年以上保持してきた王座を北朝鮮代表に渡すこととなった。
その後、北朝鮮代表は、AFCチャレンジカップでは全勝優勝を果たすなど、2012年は1年間王座防衛を続け、翌2013年1月の東アジアカップ2013最終予選でも、予選突破こそならなかったものの、予選突破したオーストラリアに引き分けた以外全勝したことにより防衛を続けていた。しかし、2013年1月23日、タイで開催されたキングス・カップ初戦で、スウェーデンにPK戦の末破れ、約1年2カ月に亘って防衛したタイトルを譲ることとなった。そのスウェーデンも、キングスカップ決勝でフィンランドに勝ち1度防衛を果たしたが、11日後の2月6日にホームでアルゼンチンに2-3で破れ、アルゼンチンが2010年日本に敗れタイトルを失って以来の王座に返り咲いた。
アルゼンチンは、2014 FIFAワールドカップ・南米予選などを戦う中で8度防衛を果たしたが、2013年10月15日、予選最終戦のウルグアイ戦で敗れ王座を明け渡した。ウルグアイが王座を守ったまま2014年のワールドカップ本大会に持ち込まれ、コスタリカ、オランダ、アルゼンチンを経た末に大会優勝国のドイツがタイトルを同時に獲得した。獲得後初の試合となった9月3日に行われた親善試合でアルゼンチンがドイツを破り、ワールドカップ決勝のリベンジを果たした。その後、10月11日に北京で行われたスーペルクラシコ・デ・ラス・アメリカスにてブラジルがアルゼンチンを破り、タイトルを奪取した。ブラジルがタイトルを維持したままコパ・アメリカ2015が開催され、コロンビア、アルゼンチンを経てチリに王座が移った。チリは2018 FIFAワールドカップ・南米予選第3節まではタイトルを防衛したが、4節でウルグアイに敗れ、ウルグアイが2014年コスタリカに敗れて以来の王座に返り咲いた。ウルグアイがタイトルを維持したままコパ・アメリカ・センテナリオが開催され、メキシコを経て優勝したチリがタイトルを奪取した。その後は、ワールドカップ南米予選を通じて王座は南米各国を転々とし、予選終了時にはペルーがタイトルを確保した。
2018 FIFAワールドカップでペルーはグループC初戦のデンマーク戦で0-1で敗れタイトルはデンマークが奪取した。その後、オーストラリア、フランスと引き分け決勝トーナメント1回戦でクロアチアと対戦。1-1(PK:2-3)で敗れタイトルがクロアチアに渡った。その後ロシア、イングランドに勝利したが、決勝でフランスに敗れた。
その後のタイトルは、主にUEFA EURO 2020予選、UEFAネーションズリーグ、2022 FIFAワールドカップ・ヨーロッパ予選を舞台に、ヨーロッパの国を行き来した。UEFA EURO 2020では、イタリアがタイトルを持ち込み、そのまま無敗で優勝した。UEFAネーションズリーグ2022-23のリーグ戦で王座を手にしたクロアチアは2022 FIFAワールドカップにタイトルを持ち込み決勝トーナメントへ進出したが準決勝でアルゼンチンに敗れ、王者となったアルゼンチンは次の決勝も制し優勝した。

## ランキング
UFWCはあくまで非公式のタイトルであるため、過去の所有国を格付けする基準は無い。UFWCを管理するウェブサイトは、タイトルをかけた試合数や勝利数（延長戦やPK戦による勝利を含む）を表示し、勝利数によってランキングしている。
| 順位 | 国・地域名       | タイトル戦 試合数 | タイトル戦 勝利数 | 最終タイトル 保有年月日 |
| ---- | ---------------- | ----------------- | ----------------- | ----------------------- |
| 1    | スコットランド   | 149               | 86                | 2007年3月28日           |
| 2    | イングランド     | 146               | 73                | 2000年6月20日           |
| 3    | アルゼンチン     | 116               | 72                | 2023年11月16日          |
| 4    | オランダ         | 96                | 58                | 2020年9月7日            |
| 5    | イタリア         | 79                | 45                | 2021年10月6日           |
| 6    | ロシア           | 64                | 41                | 2000年2月23日           |
| 7    | ブラジル         | 72                | 38                | 2015年6月17日           |
| 8    | フランス         | 67                | 33                | 2022年6月3日            |
| 9    | ドイツ           | 69                | 31                | 2019年9月6日            |
| 10   | スウェーデン     | 47                | 29                | 現チャンピオン          |
| 11   | ウルグアイ       | 67                | 28                | 2024年3月26日           |
| 12   | チリ             | 49                | 21                | 2017年3月23日           |
| 13   | スペイン         | 34                | 18                | 2021年10月10日          |
| 14   | ハンガリー       | 47                | 17                | 2008年9月10日           |
| 15   | チェコ           | 38                | 15                | 2004年3月31日           |
| 16   | ペルー           | 42                | 14                | 2018年6月16日           |
| 17   | ウェールズ       | 70                | 12                | 1988年9月14日           |
| 17   | オーストリア     | 38                | 12                | 1968年6月16日           |
| 19   | ギリシャ         | 24                | 11                | 2008年5月24日           |
| 19   | 日本             | 24                | 11                | 2011年11月15日          |
| 19   | クロアチア       | 22                | 11                | 2022年12月13日          |
| 22   | スイス           | 35                | 10                | 1994年6月26日           |
| 22   | 北朝鮮           | 16                | 10                | 2013年1月23日           |
| 24   | コロンビア       | 32                | 9                 | 2015年6月26日           |
| 25   | パラグアイ       | 32                | 8                 | 2016年9月6日            |
| 25   | ルーマニア       | 25                | 8                 | 2006年5月23日           |
| 25   | ボリビア         | 20                | 8                 | 2017年8月31日           |
| 25   | コスタリカ       | 13                | 8                 | 2014年7月5日            |
| 29   | ジンバブエ       | 11                | 7                 | 2005年10月8日           |
| 29   | アンゴラ         | 10                | 7                 | 2005年3月27日           |
| 31   | デンマーク       | 25                | 6                 | 2022年6月10日           |
| 31   | ブルガリア       | 22                | 6                 | 1985年9月4日            |
| 33   | 北アイルランド   | 64                | 5                 | 1933年10月14日          |
| 33   | ベルギー         | 20                | 5                 | 1990年1月17日           |
| 33   | セルビア         | 18                | 5                 | 1995年5月31日           |
| 33   | アルジェリア     | 10                | 5                 | 2025年6月10日           |
| 33   | コートジボワール | 9                 | 5                 | 2024年10月15日          |
| 38   | ポーランド       | 21                | 4                 | 1989年5月7日            |
| 38   | ナイジェリア     | 7                 | 4                 | 2005年11月16日          |
| 40   | メキシコ         | 18                | 3                 | 2016年6月18日           |
| 40   | アイルランド     | 9                 | 3                 | 2004年5月29日           |
| 42   | ポルトガル       | 22                | 2                 | 1992年6月4日            |
| 42   | エクアドル       | 16                | 2                 | 1965年8月22日           |
| 42   | アメリカ合衆国   | 7                 | 2                 | 1992年6月14日           |
| 42   | ジョージア       | 4                 | 2                 | 2007年3月24日           |
| 42   | リベリア         | 4                 | 2                 | 2024年11月17日          |
| 47   | トルコ           | 8                 | 1                 | 2007年10月17日          |
| 47   | オーストラリア   | 7                 | 1                 | 1992年6月18日           |
| 47   | イスラエル       | 7                 | 1                 | 2000年4月26日           |
| 47   | 韓国             | 6                 | 1                 | 1995年2月4日            |
| 47   | ベネズエラ       | 6                 | 1                 | 2006年10月18日          |
| 47   | キュラソー       | 4                 | 1                 | 1963年3月28日           |
| 47   | シエラレオネ     | 4                 | 1                 | 2024年10月27日          |

1. ↑  ロシアは、1991年以前のソ連時代を含む。
2. ↑  ドイツは、1949-1990年の西ドイツを含む。
3. ↑  チェコは、1993年以前のチェコスロバキアを含む。
4. ↑  北アイルランドは、1922年以前のアイルランドを含む。
5. ↑  セルビアは、1991年以前のユーゴスラビアと1994-2006年のセルビア・モンテネグロを含む。
6. ↑  キュラソーは、2010年以前のオランダ領アンティルを含む。

## ルール
- 国際試合で最初に勝利したチームを、Unofficial Football World Champions 初代王者とする。1872年にイングランドとスコットランドとの間で行われた初の国際試合は引き分けとなったが、これもタイトルマッチとして認める。よって、翌年の再戦に4-2で勝利したイングランドが初代王者となる。
- タイトルマッチは、国際サッカー連盟が定める国際Aマッチとし、勝者がチャンピオンを引き継ぐ[13]。
- 引き分けとなった場合は、チャンピオンはタイトルを防衛する。
  - 延長戦やPK戦で決着した試合は引き分けとは扱わない。
- タイトルマッチは、理事会が認可した規則に従って行われる[13]。

## トロフィーとマスコット
UFWC獲得国のサッカー協会には、サッカーとクリケットの国際的な公式大会開催に尽力したチャールズ・ウィリアム・アルコックにちなんだCW Alcockカップが贈呈される。これは実物またはイメージ（画像）を送付する手段が取られる。
UFWCには、緑色の恐竜をモデルにした公式マスコット「ヒューイー (Hughie)」がいる。恐竜が使われる理由は、UFWCが立案された際、サッカー国際試合の歴史を遡って調査した作業を、恐竜の化石発掘に喩えたためである。

## 記録
連続防衛回数
2022年12月13日時点で世界王者が連続して防衛を遂げた記録は、2008年に王座に就き2010年まで維持したオランダ と、2020年に王座に就き2021年まで維持したイタリアの21回が1位タイ、次いで1880年から1888年まで20回防衛のスコットランド、4位には1996年から1998年に15回のドイツと、同じく2010年から2011年まで15回防衛した日本が続く。
最多得点と最大得失点差
タイトルマッチにおける最多得点は、1899年2月18日にイングランドが13-2でアイルランドに勝利した試合である。この得失点差11もまた最大であり、1901年2月23日にスコットランドが11-0でアイルランドを破った試合と並ぶタイ記録となる。なお、後者のスコットランドの勝利は、相手を零封した試合での最多得点でもある。

## 国際大会におけるUFWC戦跡
大陸別選手権大会は、UFWC争奪にからむ試合が行われた回のみ表示する。

### FIFAワールドカップ
| 年     | UFWC が 持ち込まれたか | 開幕時の タイトル保有国 | 閉幕時の タイトル保有国 | 不参加の タイトル保有国 | 大会優勝国   |
| ------ | ---------------------- | ----------------------- | ----------------------- | ----------------------- | ------------ |
| 1930年 | No                     | -                       | -                       | イングランド            | ウルグアイ   |
| 1934年 | No                     | -                       | -                       | イングランド            | イタリア     |
| 1938年 | No                     | -                       | -                       | スコットランド          | イタリア     |
| 1950年 | Yes                    | イングランド            | チリ                    | -                       | ウルグアイ   |
| 1954年 | No                     | -                       | -                       | パラグアイ              | 西ドイツ     |
| 1958年 | Yes                    | アルゼンチン            | ブラジル                | -                       | ブラジル     |
| 1962年 | Yes                    | スペイン                | メキシコ                | -                       | ブラジル     |
| 1966年 | Yes                    | ソビエト連邦            | イングランド            | -                       | イングランド |
| 1970年 | No                     | -                       | -                       | スイス                  | ブラジル     |
| 1974年 | Yes                    | オランダ                | 西ドイツ                | -                       | 西ドイツ     |
| 1978年 | Yes                    | フランス                | アルゼンチン            | -                       | アルゼンチン |
| 1982年 | Yes                    | ペルー                  | イタリア                | -                       | イタリア     |
| 1986年 | Yes                    | 西ドイツ                | アルゼンチン            | -                       | アルゼンチン |
| 1990年 | No                     | -                       | -                       | ギリシャ                | 西ドイツ     |
| 1994年 | Yes                    | ルーマニア              | コロンビア              | -                       | ブラジル     |
| 1998年 | Yes                    | アルゼンチン            | フランス                | -                       | フランス     |
| 2002年 | No                     | -                       | -                       | オランダ                | ブラジル     |
| 2006年 | No                     | -                       | -                       | ウルグアイ              | イタリア     |
| 2010年 | Yes                    | オランダ                | スペイン                | -                       | スペイン     |
| 2014年 | Yes                    | ウルグアイ              | ドイツ                  | -                       | ドイツ       |
| 2018年 | Yes                    | ペルー                  | フランス                | -                       | フランス     |
| 2022年 | Yes                    | クロアチア              | アルゼンチン            | -                       | アルゼンチン |

どのワールドカップ大会でも、大会開幕時点のUFWC保有国が決勝戦を制してタイトルを防衛した例はない。1974年と2010年の大会ではUFWC王者オランダが決勝まで進んだが、それぞれ西ドイツとスペインに敗れ、ワールドカップ優勝を逃すとともにUFWCタイトルも失った。西ドイツも1986年に決勝まで残ったが、予選からトーナメントを通じてタイトルは4か国間を移動し、決勝の開始時点でアルゼンチンがタイトルを持っていた。
ノックアウトトーナメントという仕様上、決勝トーナメントにUFWCタイトルが持ち込まれた場合は自動的に大会の優勝者がタイトルを獲得することになる。1950年大会のチリ、1962年のメキシコ、1994年のコロンビアはそれぞれ決勝トーナメントに進出しなかったが、グループリーグでUFWCタイトルを勝ち取った。

### FIFAコンフェデレーションズカップ
| 年     | 開幕時のタイトル保有国 | 閉幕時のタイトル保有国 | 大会優勝国   |
| ------ | ---------------------- | ---------------------- | ------------ |
| 1992年 | アルゼンチン           | アルゼンチン           | アルゼンチン |

### UEFA欧州選手権
| 年     | 開幕時のタイトル保有国 | 閉幕時のタイトル保有国 | 大会優勝国       |
| ------ | ---------------------- | ---------------------- | ---------------- |
| 1976年 | チェコスロバキア       | チェコスロバキア       | チェコスロバキア |
| 1984年 | ユーゴスラビア         | フランス               | フランス         |
| 1996年 | ロシア                 | ドイツ                 | ドイツ           |
| 2000年 | ドイツ                 | フランス               | フランス         |
| 2020年 | イタリア               | イタリア               | イタリア         |

### 南米選手権/コパ・アメリカ
| 年      | 開幕時のタイトル保有国 | 閉幕時のタイトル保有国 | 大会優勝国   |
| ------- | ---------------------- | ---------------------- | ------------ |
| 1953年  | ブラジル               | ウルグアイ             | パラグアイ   |
| 1955年  | パラグアイ             | アルゼンチン           | アルゼンチン |
| 1956年* | アルゼンチン           | ブラジル               | ウルグアイ   |
| 1957年  | アルゼンチン           | ペルー                 | アルゼンチン |
| 1959年  | ブラジル               | ブラジル               | アルゼンチン |
| 1959年* | アルゼンチン           | ペルー                 | ウルグアイ   |
| 1979年  | パラグアイ             | チリ                   | パラグアイ   |
| 1993年  | アルゼンチン           | アルゼンチン           | アルゼンチン |
| 2015年  | ブラジル               | チリ                   | チリ         |
| 2016年  | ウルグアイ             | チリ                   | チリ         |

*:開催当時はカップ戦扱いではなかったが、後に南米サッカー連盟が正式なチャンピオンシップとして認定した。

### CONCACAF選手権/ゴールドカップ
| 年     | 開幕時のタイトル保有国 | 閉幕時のタイトル保有国 | 大会優勝国 |
| ------ | ---------------------- | ---------------------- | ---------- |
| 1963年 | メキシコ               | コスタリカ             | コスタリカ |

### AFCアジアカップ
| 年     | 開幕時のタイトル保有国 | 閉幕時のタイトル保有国 | 大会優勝国 |
| ------ | ---------------------- | ---------------------- | ---------- |
| 2011年 | 日本                   | 日本                   | 日本       |

### その他
アフリカネイションズカップとOFCネイションズカップには、今のところUFWCタイトルが持ち込まれた実績がない。

## 日本とUFWC王座
日本は2010年の6月までに5回UFWCタイトルマッチに挑んだが、いずれも勝利を挙げることができなかった。2010年10月8日、アルベルト・ザッケローニ率いるサッカー日本代表がホームの埼玉スタジアム2002にリオネル・メッシを擁するアルゼンチンを迎え、岡崎慎司の得点によって1-0で勝利。6度目のタイトル挑戦で初のUFWCチャンピオンとなった。日本の初戴冠後、日本は15戦（10勝5分。PK戦勝利はUFWCの規定に基づき勝利と数える）王座を保持し続けるものの、2011年11月15日に北朝鮮に敗れ、王座を手放した。
日本のタイトルマッチでの戦績は以下の通り。
| 日付           | タイトル保有国       | 試合結果             | 挑戦国         | 大会および会場                                                                          |
| -------------- | -------------------- | -------------------- | -------------- | --------------------------------------------------------------------------------------- |
| 1998年6月14日  | アルゼンチン（防衛） | 1 - 0                | 日本           | 1998年FIFAワールドカップ・フランス大会 スタッド・トゥールーズ（ トゥールーズ）          |
| 2001年3月24日  | フランス（防衛）     | 5 - 0                | 日本           | 親善試合 スタッド・ド・フランス（ サン＝ドニ）                                          |
| 2001年4月25日  | スペイン（防衛）     | 1 - 0                | 日本           | 親善試合 エスタディオ・ヌエボ・アルカンヘル（ コルドバ）                                |
| 2009年9月5日   | オランダ（防衛）     | 3 - 0                | 日本           | 親善試合 デ・フロルーシュ・フェステ（ エンスヘデ）                                      |
| 2010年6月19日  | オランダ（防衛）     | 1 - 0                | 日本           | 2010年FIFAワールドカップ・南アフリカ大会 モーゼス・マヒダ・スタジアム（ ダーバン）      |
| 2010年10月8日  | アルゼンチン         | 0 - 1                | 日本（奪取）   | キリンチャレンジカップ 埼玉スタジアム2002（ さいたま）                                  |
| 2010年10月12日 | 日本（防衛）         | 0 - 0                | 韓国           | 親善試合 ソウルワールドカップ競技場（ ソウル）                                          |
| 2011年1月9日   | 日本（防衛）         | 1 - 1                | ヨルダン       | AFCアジアカップ2011 カタールSCスタジアム（ ドーハ）                                     |
| 2011年1月13日  | 日本（防衛）         | 2 - 1                | シリア         | AFCアジアカップ2011 カタールSCスタジアム（ ドーハ）                                     |
| 2011年1月17日  | 日本（防衛）         | 5 - 0                | サウジアラビア | AFCアジアカップ2011 アフメド・ビン＝アリー・スタジアム（ アル・ラーヤン）               |
| 2011年1月21日  | 日本（防衛）         | 3 - 2                | カタール       | AFCアジアカップ2011 アル・ガラファ・スタジアム（ ドーハ）                               |
| 2011年1月25日  | 日本（防衛）         | 2 - 2 aet (PK 3 - 0) | 韓国           | AFCアジアカップ2011 アル・ガラファ・スタジアム（ ドーハ）                               |
| 2011年1月29日  | 日本（防衛）         | 1 - 0 aet            | オーストラリア | AFCアジアカップ2011 ハリーファ国際スタジアム（ ドーハ）                                 |
| 2011年6月1日   | 日本（防衛）         | 0 - 0                | ペルー         | キリンカップ2011 新潟スタジアム（ 新潟）                                                |
| 2011年6月7日   | 日本（防衛）         | 0 - 0                | チェコ         | キリンカップ2011 横浜国際総合競技場（ 横浜）                                            |
| 2011年8月10日  | 日本（防衛）         | 3 - 0                | 韓国           | キリンチャレンジカップ 札幌ドーム（ 札幌）                                              |
| 2011年9月2日   | 日本（防衛）         | 1 - 0                | 北朝鮮         | 2014 FIFAワールドカップ・アジア3次予選 埼玉スタジアム2002（ さいたま）                  |
| 2011年9月6日   | 日本（防衛）         | 1 - 1                | ウズベキスタン | 2014 FIFAワールドカップ・アジア3次予選 パフタコール・スタジアム（ タシュケント）        |
| 2011年10月7日  | 日本（防衛）         | 1 - 0                | ベトナム       | キリンチャレンジカップ ホームズスタジアム神戸（ 神戸）                                  |
| 2011年10月11日 | 日本（防衛）         | 8 - 0                | タジキスタン   | 2014 FIFAワールドカップ・アジア3次予選 長居陸上競技場（ 大阪）                          |
| 2011年11月11日 | 日本（防衛）         | 4 - 0                | タジキスタン   | 2014 FIFAワールドカップ・アジア3次予選 パミール・スタジアム（ ドゥシャンベ）            |
| 2011年11月15日 | 日本                 | 0 - 1                | 北朝鮮（奪取） | 2014 FIFAワールドカップ・アジア3次予選 金日成競技場（ 平壌）                            |
| 2014年10月14日 | ブラジル（防衛）     | 4 - 0                | 日本           | 親善試合 シンガポール ナショナルスタジアム（ シンガポール）                             |
| 2022年12月5日  | クロアチア（防衛）   | 1 - 1 aet (PK 3 - 1) | 日本           | 2022 FIFAワールドカップ・決勝トーナメント アル・ジャヌーブ・スタジアム（ アル＝ワクラ） |

## 他のUFWCタイトル

### 最下位賞
1873年3月8日の試合に勝ったイングランドから勝者の系譜が続いているならば、同様にスコットランドに始まる敗者の系譜も続いているはずであり、そのチームはいわば現時点の世界最弱ではないか。このような意見がUFWCフォーラム（掲示板）で提案され、王者の決定と同じ手法で世界最弱の歴史が調査された。この座をUFWCでは「Wooden Spoon」（木の匙‐「最下位賞」の意味）と名づけている。
王者同様、当初は敗者もホームネイションズの中で、主にウェールズとアイルランドの間で競われた。これがヨーロッパ大陸に渡ったのは、1926年にベルギーがイングランドに3-5で敗れたことに始まる。1940年まで、この位置はフィンランド、エストニア、ラトビア、リトアニアの4カ国の間で行き来された。しかし1940年8月5日に当時の最弱国ラトビアがソビエト連邦に併合されラトビア代表が消滅したために世界最弱の系譜は一旦途絶えた。そこで24日後に行われた別の国際大会で負けたフィンランドに世界最弱の座を引き継ぐこととされた。フィンランドはその後9年間24試合に渡って勝利を手にできなかったが、やっとデンマークに勝ってこの不名誉な称号を返上した。この座はすぐにノルウェーに移り、スカンディナビア三国とフィンランドの間を最下位賞の称号は行き来した。
1953年、スイスに2-4で破れたフランスがこの位置についたが、すぐにアイルランドを経てルクセンブルクへ渡り、同国に7年間居座った。しかし1962 FIFAワールドカップ・予選で勝利してポルトガルに押し付けた。ポルトガルはブルガリアに勝って逃れたが、後に同国に敗れ戻って来てしまった。そして1963年4月、最下位賞にあったポルトガルは前年のワールドカップ優勝国ブラジルとの対戦が組まれた。ここに非公式世界最弱と公式な世界最強の2国が激突、結果はポルトガルが1-0で勝利し、ブラジルは不名誉な地位を受け継いでしまった。3日後にはベルギーに1-5で大敗したものの、その後フランスに勝ちこれをアメリカ州から追い出した。その後、ブルガリア、ギリシャを経由し、1966年から長い期間フィンランドがその座を占めながらも一度だけスペインに勝利したこともあった。1972年以降はアルバニアやノルウェー、北アイルランドを経て1975年にはスウェーデンが最下位賞対象国となった。
1975年5月、スウェーデンはアルジェリアに4-0で勝利し、最弱の座はアフリカに渡った。しかし1976年1月にサウジアラビアを3-1で負かせ、以後最下位賞の称号はアジアの国々でやり取りされた。
1970年代にアラブ首長国連邦、バーレーン、オマーンと中東を、1980年代にはバングラデシュ、マレーシア、ブルネイ、シンガポールと東南アジアを巡り、1988年に再度オマーンが敗れると1993年にマレーシアに勝つまでそこに留まった。数ヵ月後にマレーシアはマカオを破り、3年後の1996年にマカオはフィリピンを破った。以後21戦負け続けたフィリピンは2000年のAFCアジアカップ2000予選にて勝ちを手にし、世界最弱国はグアムとなった。何度もの試合を10点以上の失点で涙を呑んだグアムも、2009年の東アジアサッカー選手権2010予選でついにモンゴルから勝ちを掴み、不名誉な座を脱した。以後、モンゴルとマカオの間で争われた。2011年2月16日マカオはAFCチャレンジカップ2012予備予選でカンボジアに勝利し、木の匙はカンボジアに渡った。3年後の2014年にチャイニーズタイペイに勝ったことで13戦保持し続けた最下位賞を逃れ、そのチャイニーズタイペイも半年後の2018 FIFAワールドカップ・アジア1次予選でブルネイに勝利を収めている。その後東ティモールを経てフィリピンに渡った。
2018年3月にフィリピンがフィジーに勝利するとオセアニアに渡り、ニューカレドニアを経て2019年7月に歴史上でそもそも4勝しかしていないアメリカ領サモアに称号が渡された。

### 非公式女子サッカー世界王者
女子サッカーの非公式世界王者 (英: Womens Unofficial Football World Championships, WUFWC) の歴史 は男子よりも100年程新しく、1971年にフランスがアーズブルックにオランダを迎えて行われ、4-0で勝利した試合を皮切りに始まった。この王座はスイス、オランダ、イングランドを短い間に経由し、1975年から1984年の間はスカンジナビアのスウェーデン、デンマーク、ノルウェーが占めた。
1984年、第1回UEFA欧州女子選手権が開催され、王者スウェーデンは順当に王位を維持し駒を進め、ホーム・アンド・アウェーで行われる決勝を1-0の1勝1敗で分けたためPK戦で決着をつけ選手権を勝利したが、2戦目のアウェーでは敗れたためにWUFWCはイングランドに移る奇妙な結果となった。その後西ドイツ、ベルギー、イタリアなども名を連ねながら王座はヨーロッパを巡ったが、1987年にアメリカがノルウェーに勝利し、WUFWCは世界を巡る時代へ突入した。
当初はアメリカとヨーロッパの国々が王座を奪い合ったが、1994年に中国がノルウェーに勝ってアジアに初のタイトルをもたらしたものの、5日後には失った。南アメリカはこれに遅れる1997年にブラジルが勝ち取った。タイトルはアメリカ州・ヨーロッパ・アジアを動き回り、2000年にはカナダ、2001年には北朝鮮が初めて王座を占めた。1991年から始まったFIFA女子ワールドカップには毎回WUFWCは持ち込まれていたが、2007年に同年のFIFA女子ワールドカップ出場を逃したスコットランドとウクライナが続けて王者となり、同大会へはWUFWCが持ち込まれずに終わった。
2011年のFIFA女子ワールドカップ開幕前、当時の王者イングランドは5月23日にオーストラリアに敗れた。これはイギリスで報道されなかったため混乱を招いたが、FIFAとオーストラリアからの情報で確認された。本大会ではオーストラリアが保持していた王座をグループリーグでブラジルが奪い、準々決勝でアメリカに渡ったのち、7月17日の決勝戦で勝利した日本が得て、男女同時に王座を確保した8カ国目（のべ10カ国目）の代表となった。この時点で日本は女子ワールドカップ、男子AFCアジアカップ、女子東アジア選手権、女子アジア競技大会を含む6つのタイトルを保持することになった。
- オランダ：1974年5月11日 - 5月31日[26]
- イングランド：1975年3月12日 - 6月15日[26]
- スウェーデン：1989年5月7日 - 6月14日[26]
- オランダ：1991年5月28日 - 6月12日[26]
- アメリカ合衆国：1992年6月2日 - 6月13日[26]
- ドイツ：1997年10月9日 - 10月12日[26]
- ブラジル：1998年3月25日 - 4月29日[26]
- ブラジル：1998年7月7日 - 7月12日[26]
- イタリア：2007年3月28日 - 4月6日[26]
- 日本：2011年7月17日 - 11月15日[28]
- ドイツ：2014年7月13日 - 9月3日

日本はその後の2012年ロンドンオリンピック・アジア予選も無敗で終えたが、アルガルヴェ・カップ2012の決勝でドイツに敗れた。その後も主にアルガルヴェ・カップを舞台にタイトルはドイツ、アメリカ、スウェーデン、日本、ドイツ、フランスと移り、アルガルヴェ・カップ2015の決勝でフランスに勝利し王者となったアメリカが2015 FIFA女子ワールドカップにタイトルを持ち込み無敗で優勝した。中国を経由しフランスにより2016年リオデジャネイロオリンピックに持ち込まれたタイトルは優勝国ドイツが手にしその後ヨーロッパを転々としたが、2019年にアメリカがスペインから奪取した。ここからアメリカは2020年東京オリンピックでスウェーデンに敗れるまで、2019 FIFA女子ワールドカップの全勝優勝を含む43連続防衛の記録を樹立。アメリカからタイトルを奪ったスウェーデンは東京五輪を勝ち進んだが、決勝でカナダに敗れた。タイトルはメキシコ、ジャマイカ、アメリカ、イングランドを経由し、2023 FIFA女子ワールドカップ開幕時点ではオーストラリアが保持していたが、グループステージでナイジェリアが奪取し、アフリカで初めてのWUFWC王者となった。

### その他
UFWCではサッカーの大陸別非公式王者、または他のスポーツやカテゴリーでも同様のタイトルを検討している。

## 類似の試み

### ナサシ・バトン
同様の仮想的なタイトルに、ホセ・ナサシのバトンがある。これは第1回ワールドカップ優勝国のウルグアイを起点とし、当時チームのキャプテンの名前を名称に始められた。ナサシ・バトンは基本的にUFWCと同じタイトルの受け渡しをルールとするが、考慮する試合の勝敗は90分間経過時点を当てはめている。
現在のタイトルホルダーは、2025年6月10日に親善試合でアルジェリアに勝ったスウェーデンである。近年にナサシ・バトンとUFWCの間で生じた典型的な差異は、2015年コパ・アメリカ準々決勝におけるコロンビア対アルゼンチン戦である。90分経過時点では同点だったためナサシ・バトンのタイトルは移行せずコロンビアに残り、UFWCでは延長戦の結果からアルゼンチンに移された。

### ヴァーチャル・ワールドチャンピオンシップ
ヴァーチャル・ワールドチャンピオンシップ (The Virtual World Championship) は、UFWCと同じくタイトルマッチ形式を用いながら、対象をFIFA主催試合およびその予選に限定するものである。これは、親善試合などを含めると常に強いチーム同士が戦うわけではなく、王座が中堅チームに移った間にどこが保有しているかわからなく可能性があるという批判がUFWCに対してあるので、この問題を回避するために考えられた。この方式では、1908年ロンドンオリンピック決勝からタイトル争いを始めている。ただし、1936年ベルリンオリンピック以降のオリンピックにおけるサッカーの試合は、参加チームがフル代表ではなくなったため考慮していない。
現在の王者は、2025年6月10日に行われた2026 FIFAワールドカップ・南米予選でパラグアイを破ったブラジルである。ヴァーチャル・ワールドチャンピオンシップでは90分経過時点での結果が考慮される。

### パウンド・フォー・パウンド・ワールドチャンピオンシップ
スコットランドのサッカー雑誌が提案したパウンド・フォー・パウンド・ワールドチャンピオンシップ (Pound for Pound World Championship) というものも存在する。ヴァーチャル・ワールドチャンピオンシップとほぼ同じ運用ながら、対象試合を両チームの実力が拮抗する試合に限定するので、FIFAでは親善試合として扱われる非公式トーナメントなども対象となる。また、UFWCと同じく延長戦やPK戦の結果も勝敗に反映する。他のチャンピオンシップと大きく異なる点は、起点を1930年ワールドカップに置くところと、ワールドカップ本戦開始時に当時のチャンピオンが王座を自動的に返上しなければならないルールにある。したがって、4年に1度必ずリセットされ、ワールドカップ優勝国が必ずパウンド・フォー・パウンド世界王者になる。
現在の王者は、2025年6月10日に行われた2026 FIFAワールドカップ・南米予選でパラグアイを破ったブラジルである。

## メディアの報道
UFWCの一般的認知度は低い。しかし、特定の対戦を報道する際、その解説にこれらチャンピオンシップを加えて試合の価値を知らしめることがしばしばメディアで行われる。
2011年1月には日本代表がアジアカップで勝ち進んだことで、日本でも時事通信社配信による長田浩一のコラム や夕刊フジ などで報道・紹介された。